# P.Y.T. (Pretty Young Thing)
P.Y.T. (Pretty Young Thing) ist ein Lied von Michael Jackson aus dem Jahr 1983, das von James Ingram und Quincy Jones geschrieben wurde. Das Lied wurde auf dem Album Thriller veröffentlicht. Es ist 3:58 Minuten lang. Auf der B-Seite befindet sich der The-Jacksons-Klassiker This Place Hotel. Produzent war Quincy Jones.

## Geschichte
P.Y.T. (Pretty Young Thing) wurde in den USA erstmals am 19. September 1983 veröffentlicht, eine Veröffentlichung in Europa fand am 15. Februar 1984 statt. Vor der Veröffentlichung wurde ein weiteres Demo aufgenommen, jedoch mit einem Up-Beat Tempo und nach langer Diskussion wurde die andere Version veröffentlicht. Die Kritiken fielen mäßig aus: Der Rolling Stone beschrieb den Song als „unbedeutend“. In The New York Times schrieb Jon Pareles, dass das Lied nicht unbedingt erfolgreicher als die anderen Hits aus Thriller ist.

## Besetzung
- Synthesizer, Synthesizer Programmierung: Greg Phillinganes
- Vocoder, E-mu Emulator: Michael Boddicker
- Keyboard: James Ingram
- Gitarre: Paul Jackson
- elektronischer Bass: Louis Johnson
- Schlagzeug: N'dugu Chancler
- Händeklatschen: Michael Jackson, Louis Johnson, Greg Phillinganes, James Ingram, Steve Ray
- Background Vocals: Janet Jackson, La Toya Jackson, Becky Lopez, Bunny Hull, James Ingram, Howard Hewitt

## Coverversionen
- 1996: Jermaine Jackson
- 2002: Monica (All Eyez on Me)
- 2007: Kanye West (Good Life)
- 2008: Michael Jackson feat. Will.i.am (P.Y.T. (Pretty Young Thing) 2008)
- 2010: Glee Cast
- 2010: Quincy Jones feat. T-Pain & Robin Thicke
- 2011: Mike Tompkins
- 2011: Alex Goot
- 2012: Tori Kelly
- 2015: Jacob Collier

## Kommerzieller Erfolg

### Chartplatzierungen
| ChartsChartplatzierungen       | Höchstplatzierung | Wochen |
| ------------------------------ | ----------------- | ------ |
| Deutschland (GfK)              | 51 (5 Wo.)        | 5      |
| Schweiz (IFPI)                 | 92 (1 Wo.)        | 1      |
| Vereinigte Staaten (Billboard) | 10 (16 Wo.)       | 16     |
| Vereinigtes Königreich (OCC)   | 11 (9 Wo.)        | 9      |

### Auszeichnungen für Musikverkäufe
| Land/Region                  | Auszeichnungen für Musikverkäufe (Land/Region, Auszeichnung, Verkäufe) | Verkäufe  |
| ---------------------------- | ---------------------------------------------------------------------- | --------- |
| Dänemark (IFPI)              | Gold                                                                   | 45.000    |
| Kanada (MC)                  | 2× Platin                                                              | 160.000   |
| Mexiko (AMPROFON)            | Gold                                                                   | 30.000    |
| Neuseeland (RMNZ)            | Platin                                                                 | 30.000    |
| Vereinigte Staaten (RIAA)    | 4× Platin                                                              | 4.000.000 |
| Vereinigtes Königreich (BPI) | Platin                                                                 | 600.000   |
| Insgesamt                    | 2× Gold · 8× Platin ·                                                  | 4.865.000 |

Hauptartikel: Michael Jackson/Auszeichnungen für Musikverkäufe